# Liste der Einträge im National Register of Historic Places im Jackson County (Minnesota)

Lage des Jackson County in Minnesota

Die Liste der Einträge im National Register of Historic Places im Jackson County in Minnesota führt alle Bauwerke und historischen Stätten im Jackson County auf, die in das National Register of Historic Places aufgenommen wurden.

## Legende
| NRHP | Historic Place    |
| HD   | Historic District |

## Aktuelle Einträge
| [ 2 ] | Name                                  | Bild                                  | Eintragsdatum        | Lage                                                                                  | Ort        | Beschreibung                                                                      |
| ----- | ------------------------------------- | ------------------------------------- | -------------------- | ------------------------------------------------------------------------------------- | ---------- | --------------------------------------------------------------------------------- |
| 1     | Church of the Sacred Heart (Catholic) | Church of the Sacred Heart (Catholic) | 1989 ID-Nr. 89000157 | 9th Street Ecke 4th Avenue 43° 47′ 41″ N, 95° 19′ 2″ W                                | Heron Lake | 1920 errichtetes Kirchengebäude                                                   |
| 2     | District No. 92 School                | District No. 92 School                | 1988 ID-Nr. 88002082 | County Highway 9 43° 33′ 58,8″ N, 95° 2′ 6,7″ W                                       | Jackson    | 1906 errichtetes achteckiges Schulgebäude                                         |
| 3     | Jackson Commercial Historic District  | Jackson Commercial Historic District  | 1987 ID-Nr. 87002155 | 2nd Street zwischen Sheridan Street und White Street 43° 37′ 17,7″ N, 94° 59′ 15,8″ W | Jackson    | Viertel mit vielen Geschäftsgebäuden, die zwischen 1880 und 1944 errichtet wurden |
| 4     | Jackson County Courthouse             | Jackson County Courthouse             | 1977 ID-Nr. 77000747 | 413 4th Street 43° 37′ 16,4″ N, 94° 59′ 24,6″ W                                       | Jackson    | 1908 errichtetes Justiz- und Verwaltungsgebäude                                   |
| 5     | George M. Moore Farmstead             | George M. Moore Farmstead             | 1987 ID-Nr. 86003604 | Abseits des County Highway 4 43° 30′ 53″ N, 95° 4′ 45″ W                              | Jackson    | 1917 errichtete Farm                                                              |
| 6     | Robertson Park Site                   |                                       | 1980 ID-Nr. 80002082 | Adresse nicht veröffentlicht                                                          | Jackson    | Archäologische Stätte mit Fundstücken aus präkolumbischer Zeit                    |

## Frühere Einträge
| [ 2 ] | Name                     | Bild | Eintragsdatum        | Lage                                                         | Ort        | Beschreibung                                                                           |
| ----- | ------------------------ | ---- | -------------------- | ------------------------------------------------------------ | ---------- | -------------------------------------------------------------------------------------- |
| 1     | Heron Lake Public School |      | 1985 ID-Nr. 85001769 | 6th Avenue Ecke 10th Street 43° 47′ 29,6″ N, 95° 18′ 58,6″ W | Heron Lake | 1896 im neuromanischen Stil errichtetes Schulgebäude; 1987 aus dem Register gestrichen |
| 2     | Winter Hotel             |      | 1988 ID-Nr. 88002081 | 111 Main Street 43° 44′ 57,4″ N, 95° 4′ 54,7″ W              | Lakefield  | 1895 errichtetes Hotel; 1991 aus dem Register gestrichen                               |